# قناری رخ‌سیاه
قناری رخ‌سیاه یا قناری سیاه‌چهره (نام علمی: Serinus capistratus) نام یک گونه از سرده سهره دمگاه‌زرد است.